# Côtes-d'auvergne
Le côtes-d'auvergne est un vin d'appellation d'origine contrôlée produit dans le département du Puy-de-Dôme.
Le vignoble est rattaché au vignoble de la vallée de la Loire, avec une aire de production de Riom au nord à Issoire au sud, en passant par Clermont-Ferrand, entre la chaîne des Puys et la rivière Allier.

## Histoire

### Origines
Sidoine Apollinaire, évêque de Clermont, atteste dans ses écrits que les vignobles prospéraient dans cette région du Massif central, dès le Ve siècle.
Ils se développèrent tout au long du Moyen Âge, et la superficie plantée en vigne atteignit 21 000 hectares à la fin du XVIIIe siècle, puis 34 000 hectares après la Révolution française. 

### Période moderne

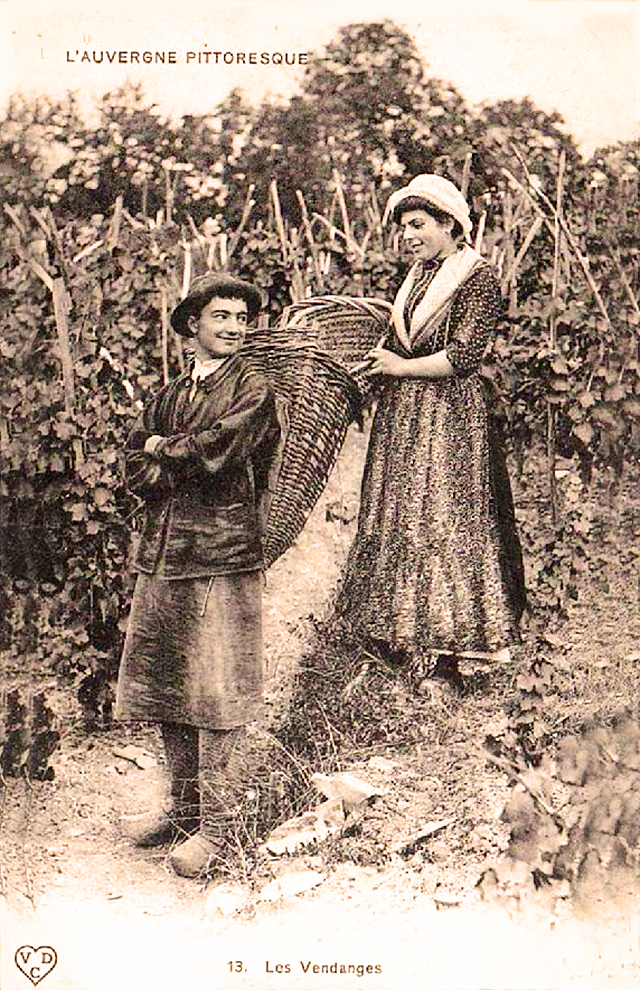
Au début du XXe siècle, vendangeuse et vendangeur en Auvergne.

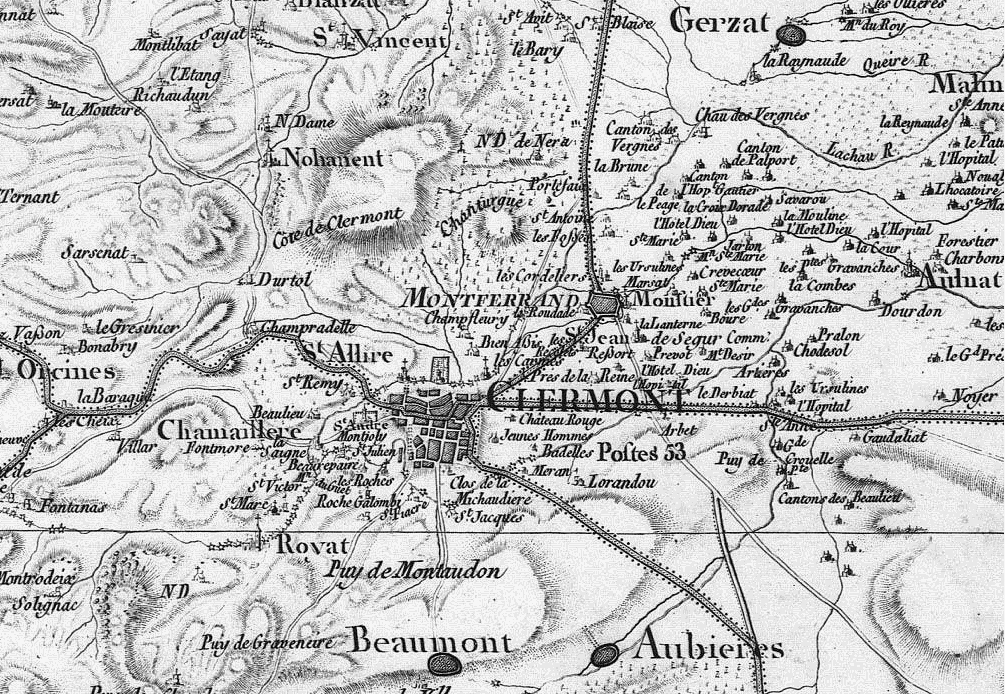
Sur les coteaux de Montferrand, le vignoble de Chanturgue, cartographié par Cassini.

Le Puy-de-Dôme cultivait 27 ou 28 000 ha de vignes (pour une production de 600 à 800 000 hl par an) durant le XIXe siècle, lorsque le phylloxéra impacta sérieusement les vignobles du Midi qui répondaient à la consommation nationale pour une bonne part. Les départements situés plus au nord bénéficièrent alors d'un surcroît de demande. C'est pourquoi, dans le Puy-de-Dôme, le vignoble s'accrut notablement après 1880 jusqu'à dépasser les 40 000 ha en 1892. 
Mais à cette date, le phylloxéra atteignait déjà le département, alors même que les régions du Midi commençaient à s'en remettre. Production et vignoble plongèrent alors, progressivement mais irrémédiablement. Vers 2000, il restait à peine 1 000 ha et la surface a encore diminué depuis. Cependant, en 2015, une centaine de producteurs commercialisent environ 10 000 hl/an, structurés par une appellation.

### Période contemporaine

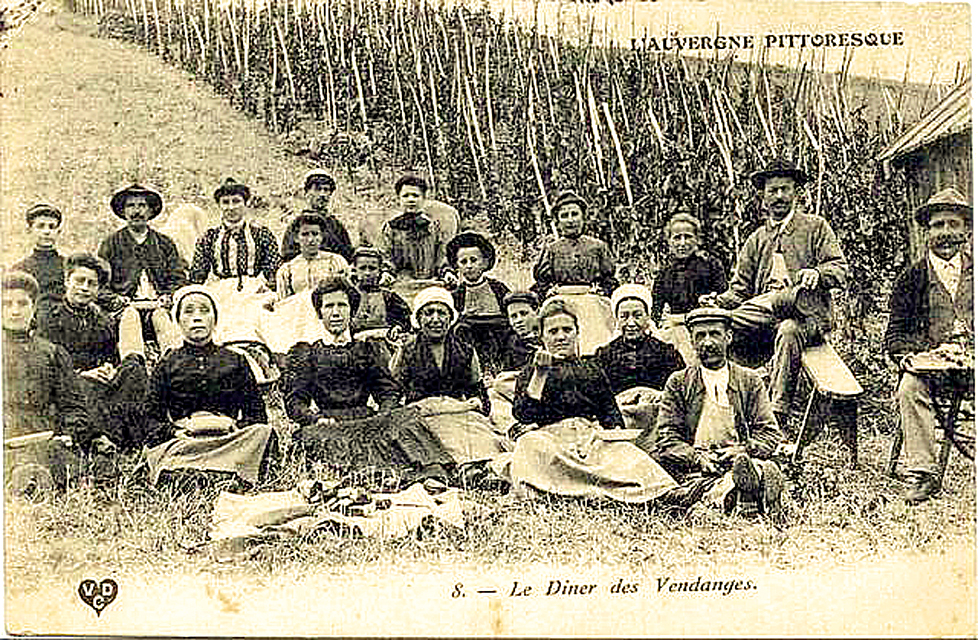
Repas des vendangeurs en 1907.

Classé « VDQS » (vin délimité de qualité supérieure) par l'arrêté du 17 mai 1951. Ce vignoble ancien, dont le renouveau est incontestable, a particulièrement progressé depuis 1990. Les millésimes 2003 et 2005 sont remarquables. 
Il a obtenu le 16 novembre 2010 un avis favorable du Comité national des appellations d’origine relatives aux vins et aux boissons alcoolisées et des eaux-de-vie de l’INAO pour le passage en AOC (Appellation d’Origine Contrôlée). Il obtient la protection sous AOC par le décret du 25 octobre 2011. Le cahier des charges de l'appellation a été modifié en janvier 2024.

Cuvée La Légendaire, millésime 2010
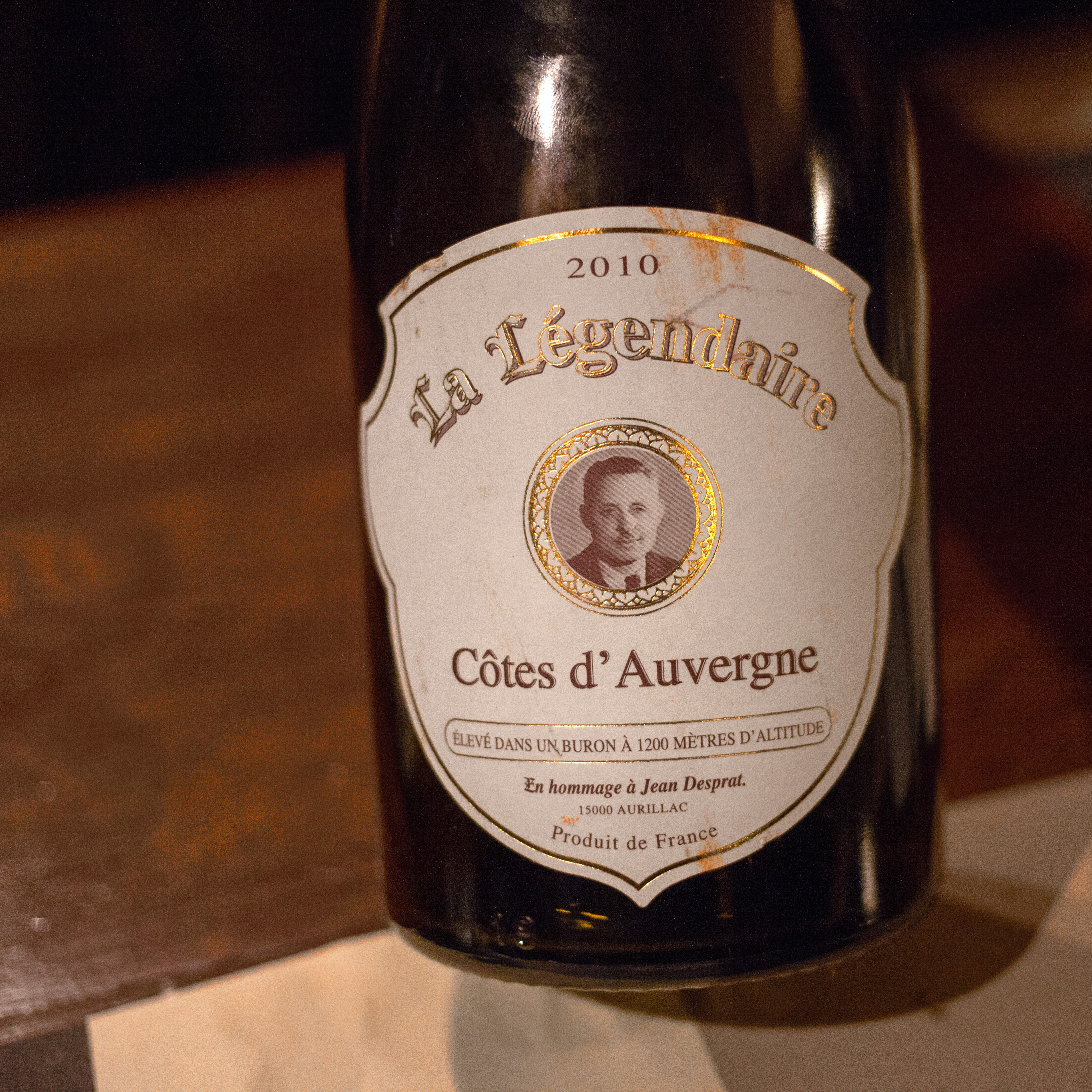
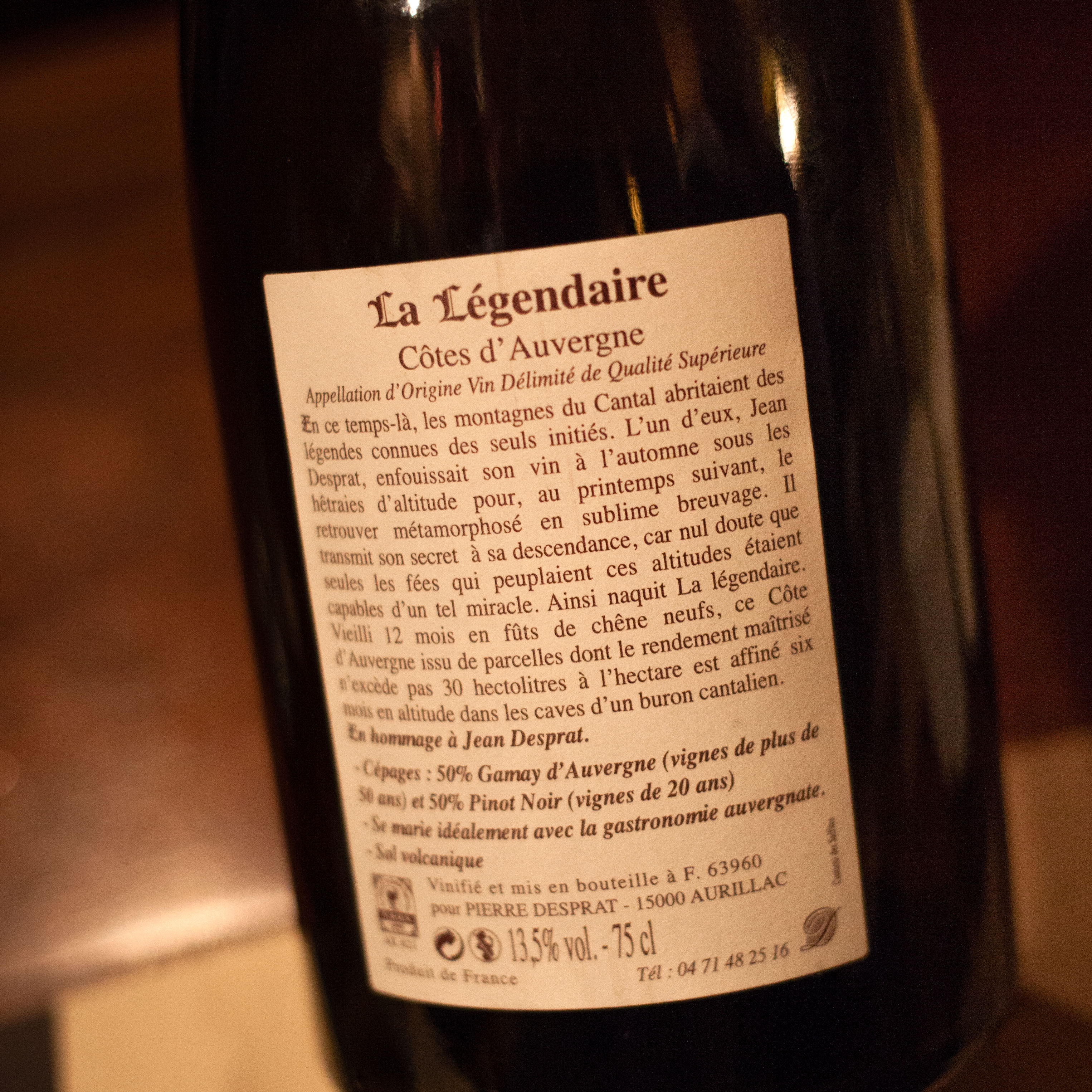

## Toponymie
Madargue :
Chanturgue : dérivé du gaulois Canto + benno. La majorité des historiens, linguistes et philologues penchent pour des sens comme "pic de hauteur" (tautologie) ou "pic brillant", seul Xavier Delamarre traduit cette composition par l'hypothétique interprétation « les cent têtes ». Cependant, toutes ces interprétations ne peuvent qu'être appliquées à Chantoin (*Cantobennu, Cantobennum) et non pas spécifiquement à Chanturgue (Cantobennici montes); puisqu'elles ne tiennent pas compte de l'apport, après la conquête romaine, du suffixe adjectival latin -icus (relatif à) prouvant que l’étymologie prêtée à Chanturgue trouve son origine dans celle d'un autre lieu proche : Chantoin. le radical canto en guise de suffixe peut - selon le contexte et les compositions - correspondre à hauteur, avec, ensemble, cercle, rocher (à noter l’existence de la racine celtique *kant- = pierre/Rocher ou encore à cent. Les premières mentions de ce puy se trouvent chez Grégoire de Tours qu'il nomme Cantabennensi et Cantobennici montes dans son Histoire des Francs.  Ces trois premières mentions amènent à l'assurance d'une étymologie basée sur les radicaux canto et benno. Il est indéniable que l'étude toponymique de Chanturgue est complexe et à confronter à Chantoin qui se situe en aval et était nommé Cantobennum, par glissement - depuis les termes anciens désignant Chanturgue - ainsi qu'à l'abbaye de Chantoen dont le chanoine Audigier situait, sans assurance, les ruines sur le Puy de Chanturgue. Appellations de Chanturgue au cours des siècles : 1017-1021 : in monte Cantoergo, Cantoenrgo; dans une charte de 1065, Chanturgue est nommé Monte Cantoennico où Pierre, fils de Dagobert et Laujarda, donne à Florence, fille d'Arbertus et Wuillate, pour constituer son douaire, dix sétariées de terres et de vigne, situées dans le pagus de Clermont, à Monte Cantoennico, à Monte Judeco (Montjuzet), à Cuciaco (abbaye de Cusset), à Terrallio (peut-être le Terrail aujourd'hui en centre-ville) et autres lieux. XIIIe siècle : Chantoergue, el som del poih de Chantoergue, lo ceirh del poi de Chantoergues, Chantorgue; 1443 : Chemptourgue; 1467 Champtorgue. Chanturgue et son vin jouent un rôle dans un récit fantastique de George Sand, « L'Orgue du titan », paru dans les Contes d'une grand-mère en 1876.

L'Abbé Delarbre avançait une hypothèse quant à l'étymologie des lieux : 
On y célébrait des bacchanales et des orgies, d'où dérive la dénomination de Champturgues, campus orgius.
Châteaugay : de l'occitan (nord-occitan) chastèl + adjectif "gai" (gaillard). Ce nom fut donné par Pierre de Giac au château - et par éponymie au village et terres dépendantes - qu'il fit construire à la fin XIVe s. en lieu et place du château de Vigosche. Anciennes formes : Vigoche (1266, 1379, 1397), Vigocha (1378) puis Chastel-Gay et Châtelgay.
Corent :
Boudes : Buciacensis au XVe siècle, Bosdes en 1373, Bousde en 1510,.

## Situation géographique

### Orographie
La vigne est cultivée sur des coteaux argilo-calcaires recouverts d'éboulis volcaniques, particulièrement présents dans la région de Riom.

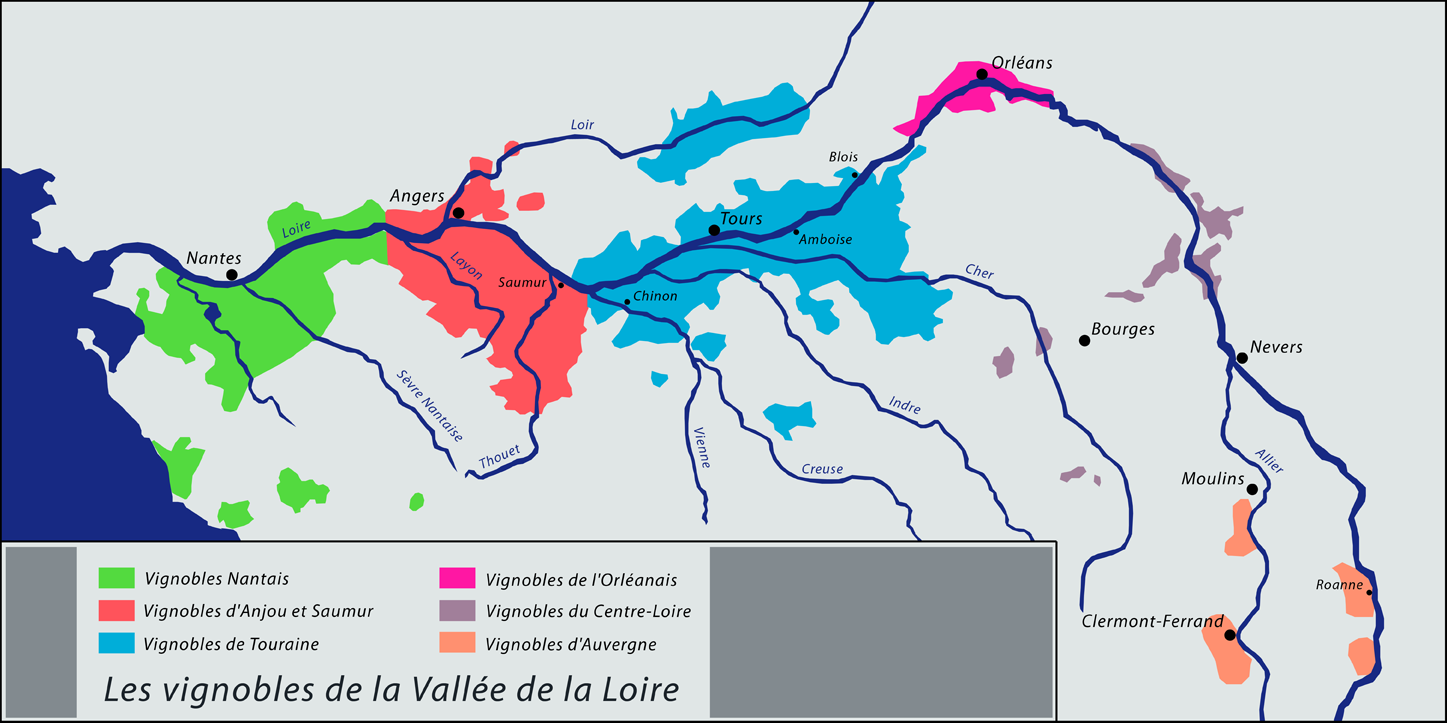
Vignoble de la vallée de la Loire.

### Géologie
Sols de nature variée : sablo-siliceux, argilo-calcaires, basaltiques.

### Climat
Située à l'est de la chaîne des Puys, le vignoble est caractérisé par une des plus fortes amplitudes thermiques annuelles de France. L’été chaud est marqué par des orages tandis que l’hiver est froid et sec. La ville se situe en zone de rusticité végétale 8a. La ville dispose d'un parc méditerranéen à Montjuzet où se côtoient palmiers de Chine, cyprès de Provence. Il est ensoleillé toute l'année - plus de 2000 heures annuelles- et a des températures en été comparables à des villes du sud comme le Languedoc.
| Mois                              | jan. | fév. | mars | avril | mai  | juin | jui.  | août | sep. | oct. | nov. | déc. | année |
| --------------------------------- | ---- | ---- | ---- | ----- | ---- | ---- | ----- | ---- | ---- | ---- | ---- | ---- | ----- |
| Température minimale moyenne (°C) | −0,3 | 0,5  | 2,2  | 4,1   | 8,2  | 11,2 | 13,4  | 13,2 | 10,3 | 7,1  | 2,6  | 0,7  | 6,1   |
| Température moyenne (°C)          | 3,5  | 5    | 8    | 10    | 14   | 17,5 | 20,25 | 20   | 16,5 | 13   | 7    | 5,5  | 11,7  |
| Température maximale moyenne (°C) | 7,3  | 9,3  | 12,5 | 14,8  | 19,2 | 22,5 | 25,9  | 25,8 | 22,2 | 16,9 | 11   | 8,2  | 16,3  |
| Précipitations (mm)               | 29   | 27,3 | 29,5 | 45,2  | 91,9 | 67,5 | 47,8  | 73,8 | 57,8 | 51,3 | 36   | 33,5 | 590,8 |

| Diagramme climatique                                  |            |             |             |             |              |              |              |              |             |         |            |
| J                                                     | F          | M           | A           | M           | J            | J            | A            | S            | O           | N       | D          |
| 7,3−0,329                                             | 9,30,527,3 | 12,52,229,5 | 14,84,145,2 | 19,28,291,9 | 22,511,267,5 | 25,913,447,8 | 25,813,273,8 | 22,210,357,8 | 16,97,151,3 | 112,636 | 8,20,733,5 |
| Moyennes : • Temp. maxi et mini °C • Précipitation mm |            |             |             |             |              |              |              |              |             |         |            |

Le nombre de jours enneigés par année est de 22. La pluviométrie est l’une des plus faibles de France avec 590 millimètres de précipitations par an ; les pluies provenant de l'ouest sont arrêtées par la chaîne des Puys (d'où les sources, comme celle de Volvic). L’ensoleillement est de 2 019 heures par an en 2010, ensoleillement en constante progression depuis une dizaine d'années.
- Température la plus haute : 40,7 °C le 31 juillet 1983
- Année la plus chaude : 2003
- Année la plus ensoleillée : 1949 (2 383 h)
- Année la moins ensoleillée : 1965 (1 564 h)
- Température la plus basse : −29 °C le 14 février 1929
- Année la plus froide : 1956 
- Année la plus sèche : 1991 (353 mm ou l/m²)
- Année la plus pluvieuse : 1927 (831 mm ou l/m²)
(Données fournies par Météo-France)

## Vignoble

### Présentation
Le vignoble s'étend sur 54 communes du Puy-de-Dôme s'étendant d'Issoire à Clermont-Ferrand : 

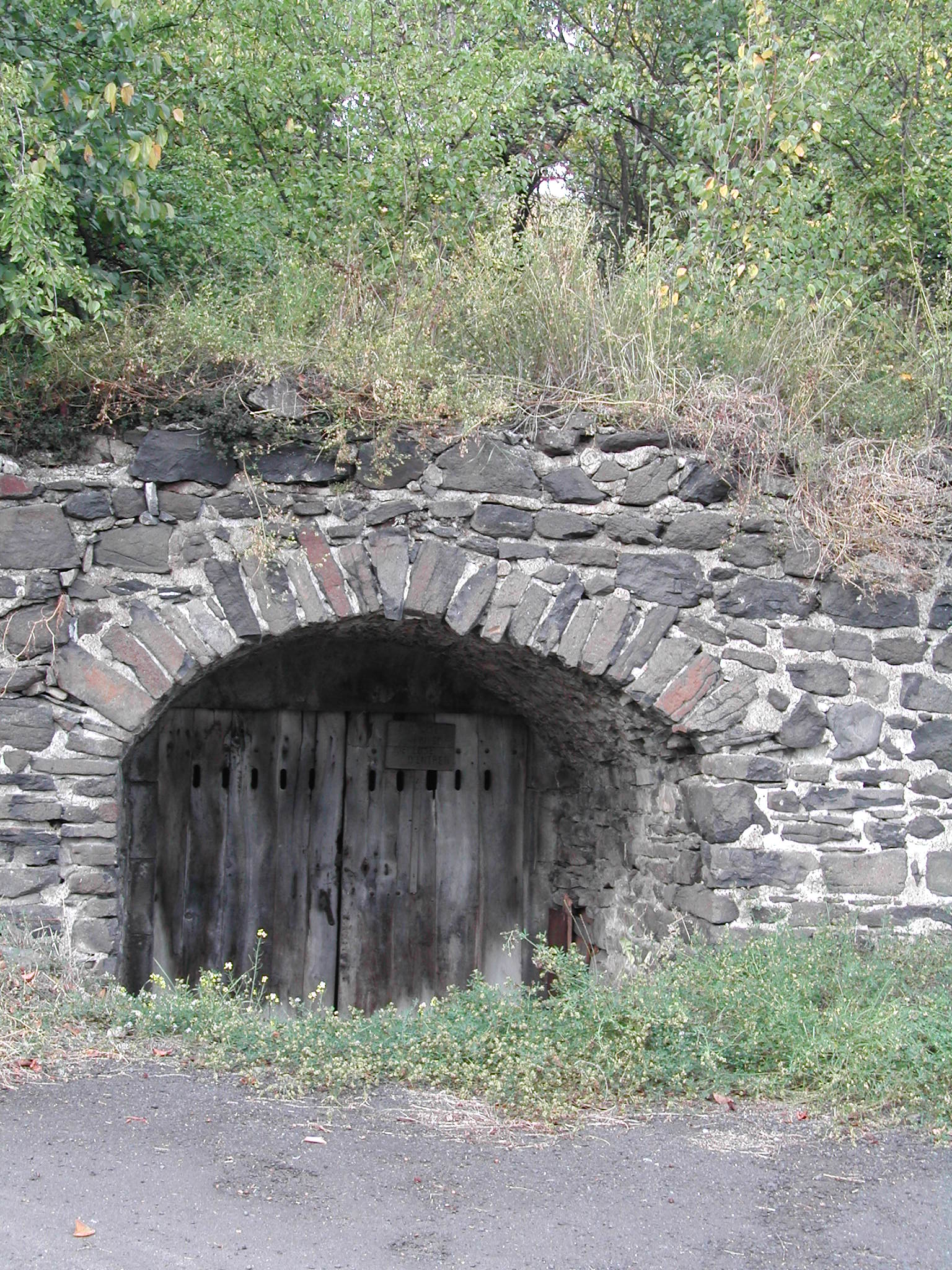
À Châteaugay, une des caves de la rue des caves à vin

Sur l'arrondissement de Clermont-Ferrand : Aubière, Authezat, Beaumont, Billom, Cébazat, Chanonat, Chas, Chauriat, Clermont-Ferrand, Corent, Cournon-d'Auvergne, Le Crest, Dallet, Laps, Lempdes, Les Martres-de-Veyre, Mezel, Mirefleurs, Orcet, Pérignat-lès-Sarliève, Pignols, Plauzat, La Roche-Blanche (Puy-de-Dôme), La Roche-Noire, Romagnat, Saint-Amant-Tallende, Saint-Bonnet-lès-Allier, Saint-Georges-sur-Allier, Saint-Maurice, Saint-Sandoux, La Sauvetat, Sayat, Tallende, Vertaizon et Vic-le-Comte.
Sur l'arrondissement de Riom : Beauregard-Vendon, Châteaugay, Châtelguyon, Gimeaux, Malauzat, Ménétrol, Prompsat, Riom, Saint-Hippolyte, Volvic et Yssac-la-Tourette
Sur l'arrondissement d'Issoire : Boudes, Neschers, Saint-Hérent, Sauvagnat-Sainte-Marthe et Saint-Yvoine.

### Encépagement
Les cépages rouges sont le gamay noir à jus blanc et le pinot noir. Pour les blancs, un seul cépage est admis : le chardonnay.
L’ AOC devrait intégrer cinq nouveaux cépages en 2024.

### Terroir et vins

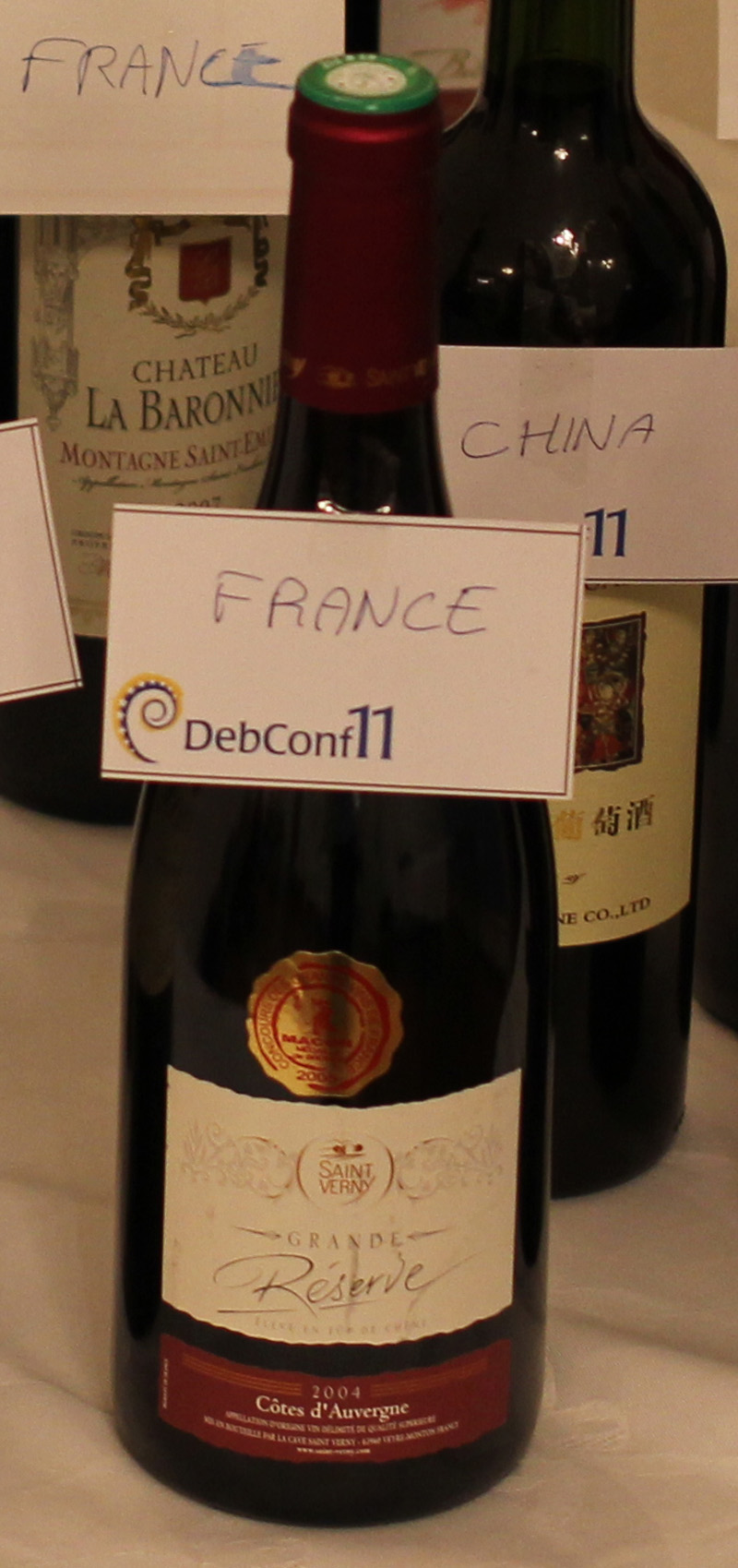
Côtes d'Auvergne 2004 de la Cave de Saint-Verny

L'appellation générique « côtes-d'auvergne » peut être suivie depuis 1977 de l'une des cinq dénominations locales, soit en allant du nord vers le sud : 
Madargue (12 ha près de Riom) ; Châteaugay (64 ha) ; Chanturgue (6 ha) ; Corent (32 ha sur de la pierre à fusil) ; Boudes (45 ha sur des argiles rouges).

### Structure des exploitations
Le Puy-de-Dôme ne compte plus qu'environ 1 000 hectares de vignes (au total 1 816 déclarations de récolte tout de même en 2005), dont 460 ha cultivés par des professionnels  — 410 ha en AOC côtes-d'auvergne  et 50 ha en IGP  Puy-de-Dôme —, et le reste en culture familiale.

### Type de vins et gastronomie
Les vins blancs sont issus du cépage chardonnay. Leur degré naturel peut atteindre 13 ou 14°. Certains, élevés sous bois, sont des vins de garde. 
Les rosés ou gris sont issus majoritairement du cépage gamay. Très fruités, plutôt secs, ils sont consommés frais et jeunes. Le plus connu est le rosé de Corent.
Les vins rouges sont issus du cépage gamay ou du cépage pinot noir ou d'un assemblage des deux. Selon le cépage, la vinification et l'élevage, les rouges peuvent être fruités, ronds et gouleyants, ou beaucoup plus complexes et structurés.
Une tradition fait remonter ce mets à la conquête de la Gaule par Jules César. Le chef d'une tribu arverne pour narguer le Romain, qui l'assiégeait, lui fit envoyer un coq, symbole de la vaillance des Gaulois. César lui rendit sa politesse en l'invitant à une cena où il lui fit servir son coq cuit au vin.

## Confrérie
Créée en mai 1948, la Confrérie des Compagnons du Bousset d'Auvergne a pour but de défendre et promouvoir le vignoble des côtes-d'auvergne. Placée sous le patronage de saint Verny, elle a son siège dans le caveau de la rue des Trois-Raisins, à Clermont-Ferrand ; le chapitre d'intronisation de ses nouveaux membres a lieu autour du 20 mai, date traditionnelle de la fête de saint Verny en Auvergne. Parmi les personnalités qui ont fait partie de cette confrérie, on peut citer Aimé Coulaudon.
Créée en 1998, La confrérie de la légendaire a pour but de promouvoir le vignoble auvergnat, une manifestation a lieu tous les ans, le lundi avant Pâques. Parmi ces membres, elle compte Nelson Montfort, Raymond Poulidor, Philippe Faure-Brac, Francis Lalanne, etc.[réf. nécessaire] Cet évènement est organisé par la Maison Desprat.

## Commercialisation

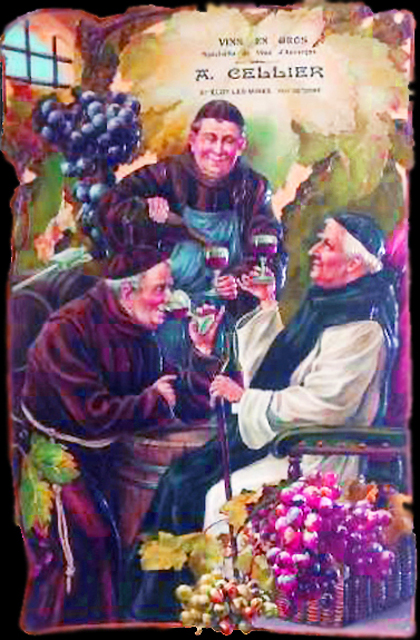
A. Cellier négociant en vins d'Auvergne à Saint-Éloy-les-Mines au début du XXe siècle

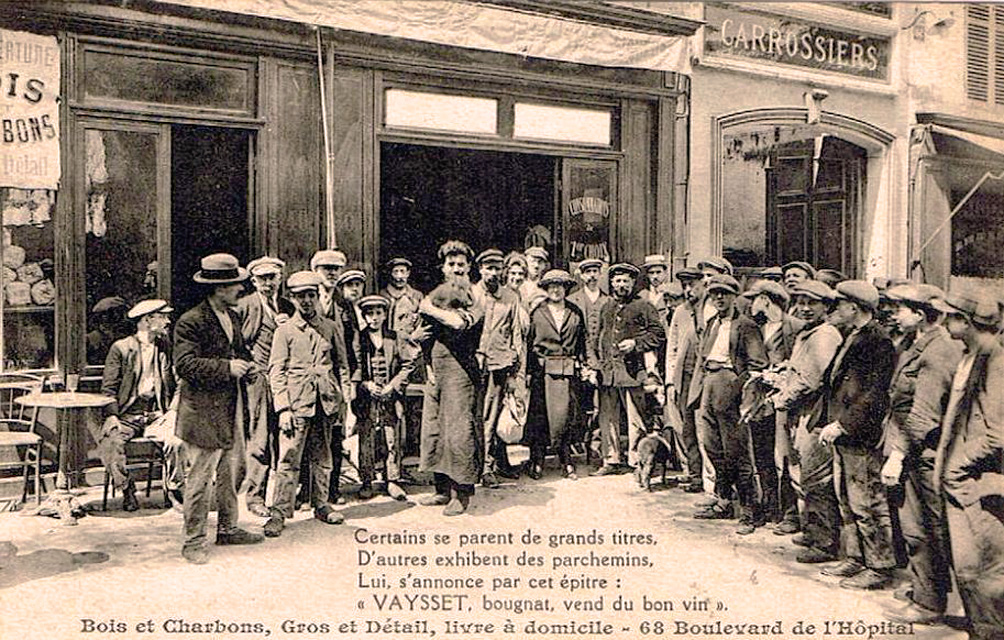
Vins, bois et charbon, le bougnat de Paris

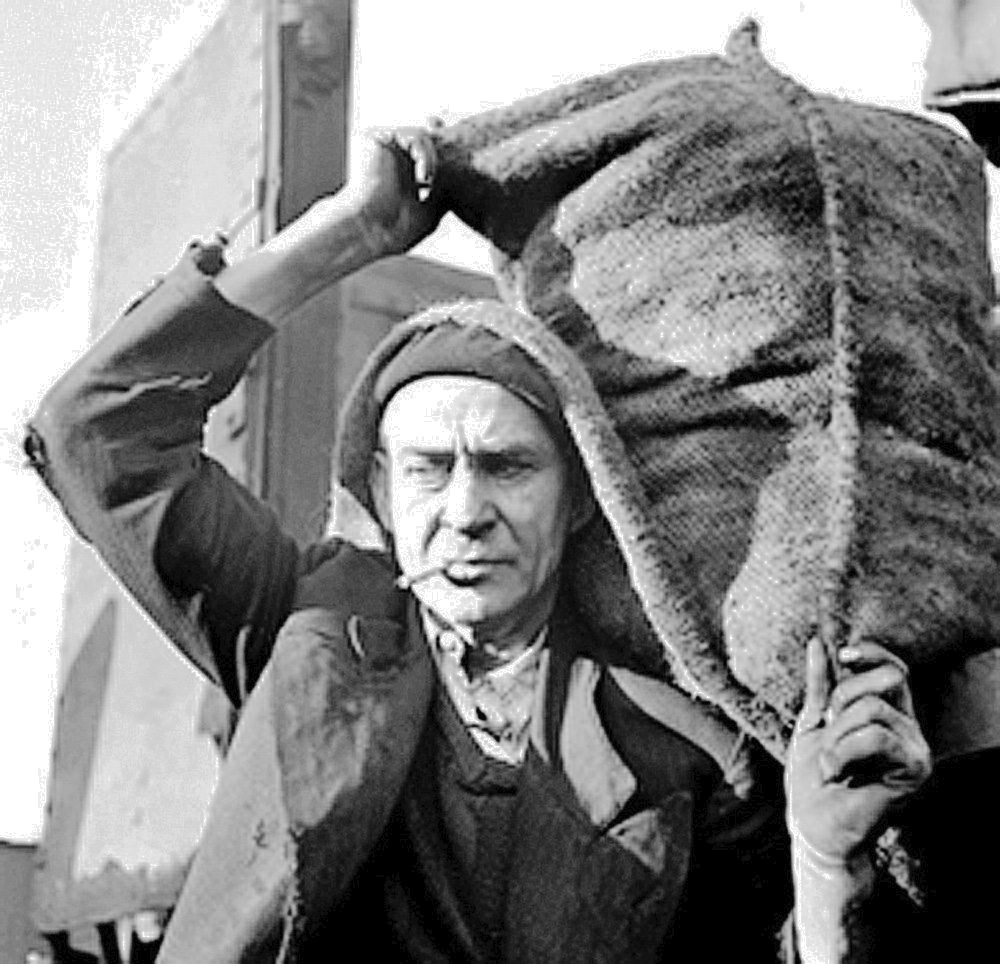
Dernier bougnat de Paris

La région est marquée par un long passé viticole, sans doute dès le IIe siècle. Les premières traces écrites du vignoble datent du IXe siècle, grâce aux cartulaires de l'abbaye de Sauxillanges et du chapitre de Brioude. « Les moines y témoignent de l'existence de nombreuses vignes, notamment à Chalus et Pouilloux (aujourd’hui dans la commune de Saint-Hérent) ». Vigne et religion se mêlent aussi dans les symboles. « À Corent, la croix de Saint-Verny est la seule de la région où le patron des vignerons s'affiche, dans une petite cavité taillée dans la roche, tandis que la croix elle-même se pare de grappes de raisin. De religion il est aussi question si l'on considère de plus près l'histoire de Corent, son oppidum  et sa cave à vin publique. ». 
À partir du XIXe siècle, grâce au développement de l’industrie, nombre d'Auvergnats quittèrent en masse le Massif central et s'installèrent à Paris. Ils y rejoignirent des "pays" installés depuis le siècle dernier et qui s'étaient fait une spécialité de porteurs d'eau à l'étage. « Mais à la suite des travaux du baron Haussmann les eaux de la Vanne et de la Dhuys arrivent dans tout Paris et desservent les étages ». Par contre, les Auvergnats porteurs d’eau vont créer le marché de l'eau chaude pour les bains des bourgeois. Puis la profession de porteur d’eau froide ou chaude périclita à son tour, et les Auvergnats se reconvertirent dans le charbon.
Ce sont ces marchands de charbon qui furent affublés du nom de « bougnats » (sans doute l’abréviation de charbougnat, charbonnier). À la différence du porteur d’eau, le charbonnier avait une petite boutique. Cette boutique et son comptoir permirent aux premiers bougnats de vendre sur place du vin d'Auvergne arrivé par le rail comme leur charbon. Cette nouvelle activité impose les Auvergnats comme maîtres de ce double marché et « le jeune émigrant trouvera désormais à Paris des compatriotes et souvent des parents qui lui procureront vivres, couvert, et surtout renseignements et travail. ».
Aujourd'hui, la commercialisation, sur le marché intérieur, se fait surtout à partir des «cafés-hôtels-restaurants», cavistes, grande distribution, salons pour les particuliers et les professionnels. À l'exportation, les plus importants marchés se trouvent en Europe.